# A-xà-lê
A-xà-lê (zh. 阿闍梨, sa. ācārya, pi. ācāriya, bo. lobpon [slob-dpon], ja. ajari), theo ngài Huyền Trang dịch nghĩa bao gồm:
- Giáo thụ (zh. 教授): thầy dạy đạo - ở đây đạo là pháp, hay
- Quỹ phạm (zh. 軌範): thầy có đủ nghi quỹ, phép tắc, hay
- Chính hạnh (zh. 政行): thầy dạy và sửa những hành vi của đệ tử.

Do đó, A-xà-lê thứ nhất là một vị đủ phẩm hạnh và thành tựu để làm thầy của một Sa di hoặc một Tỳ kheo, thứ hai có thể là một Hoà thượng (sa. upādhyāya). Sa-di nào mới nhập Tăng-già đều tự chọn hai vị nói trên làm thầy trực tiếp chỉ dạy. Có năm loại A-xà-lê (ngũ chủng A-xà-lê) là Xuất gia A-xà-lê, Thọ giới A-xà-lê, Giáo thọ A-xà-lê, Tiếp dẫn A-xà-lê và y chỉ A-xà-lê.
Trong thời gian đầu, A-xà-lê được hiểu là một vị chỉ chuyên dạy về lý thuyết Phật pháp, trả lời tất cả những thắc mắc, câu hỏi về giáo lý, như vậy có thể hiểu là một Pháp sư và vị Hoà thượng chuyên lo dạy về giới luật và nghi lễ, là Giới sư. Trong Phật giáo nguyên thủy, chức vị Hoà thượng được coi trọng hơn nhưng sau đó (sau thế kỉ thứ 5), chức vị A-xà-lê lại được đặt cao hơn Hoà thượng. A-xà-lê được dùng để chỉ những vị Cao tăng phát triển những tư tưởng mầm mống trong Phật giáo, viết những luận giải (sa. śāstra) quan trọng. Các Đại sư Ấn Độ đều mang danh hiệu này trước tên chính của họ, ví dụ như A-xà-lê Long Thụ (sa. ācārya nāgārjuna), A-xà-lê Thánh Thiên (sa. ācārya āryadeva), A-xà-lê Vô Trước (sa. ācārya asaṅga) v.v...
A-xà-lê khác với Đạo sư ở một điểm, đó là các vị tu tập trong khuôn khổ của một tu viện, Thụ giới đầy đủ và dựa trên kinh điển giảng dạy. Danh từ Đạo sư thì bao trùm hơn (dựa theo nguyên ngữ Phạn guru), vị này có thể, nhưng không nhất thiết phải giảng dạy trong một chùa hoặc thiền viện và đặc biệt trong các hệ thống Tantra của các vị Đại thành tựu (sa. mahāsiddha), danh từ Đạo sư dùng để chỉ những người có đầy đủ các phương tiện giáo hoá chúng sinh, hướng dẫn khác thường, tuỳ cơ ứng biến, không cứ gì phải tu học từ trong kinh sách.
Trong Thiền tông, danh từ A-xà-lê, hoặc gọi tắt là Xà-lê, được dùng chỉ chung các vị tăng, tương tự như danh từ Lạt-ma tại Tây Tạng. Tại Nhật, danh xưng này chuyên chỉ các vị cao tăng của các tông Thiên Thai và Chân ngôn.